# Fibersim
Fibersim – программное решение компании Siemens PLM Software для проектирования и производства изделий из композиционных материалов.

## История создания
Изначально Fibersim был разработан компанией Vistagy. Первые лицензии Fibersim были успешно применены в 1993 году компанией Sikorsky Aircraft в качестве базового программного средства при подготовке производства деталей из композиционных материалов. Впоследствии Fibersim применялся в проектировании, подготовке и производстве изделий из композитов на множестве других авиастроительных предприятий.  
В ноябре 2011 года компания Vistagy была приобретена концерном Siemens AG и стала частью компании Siemens PLM Software, а Fibersim вошел в портфель решений компании. 

## Краткое описание
Решение Fibersim представляет собой среду для описания композиционного изделия на различных этапах проектирования, подготовки данных для расчетных пакетов и производственных данных для оборудования под ручную и автоматическую выкладку. 
Fibersim может работать под управлением различных CAD-систем (NX, CATIA и Creo). 

## Функциональные возможности
Fibersim позволяет описывать композиционное изделие различными способами, учитывать конструкторские и технологические особенности каждого слоя, выполнять моделирование укладки слоев на поверхность оснастки, а также создавать результирующие данные для производства и документацию в виде эскизов и таблиц слоев, а также получать развертки и результирующую геометрию изделия.
Возможности Fibersim :
- Конструкторская подготовка
  - Методы проектирования: послойный, зонный, структурный, заполнение объема
  - Параметризованное описание переходов между зонами
  - Построение сечений
  - Применение шаблонов ориентаций слоев
  - Описание наполнителя
  - Построение результирующей геометрии изделия
  - Анализ различных параметров пакета в точке (состав, переориентация волокна при укладке, симметрия, сбалансированность)
  - Обмен данными с CAE-системами (на этапе предварительного анализа и на этапе детализации)
- Технологическая подготовка
  - Максимально точное[8] моделирование поведения материала при укладке с учетом технологических особенностей производства:
    - Поведение материала при укладке
    - Технологические особенности производства (учет точки начала укладки, направления и траектории разглаживания материала, наличие вырезов и надрезов)

  - Устранение складок/растяжений
  - Контроль ширины материала
  - Получение точных развёрток
  - Учет технологического припуска
  - Автоматизированное создание документации: технологических эскизов и таблиц слоев
  - Аннотирование
  - Создание данных для оборудования (раскройных станков, лазерных проекторов, оборудования для автоматической выкладки)[9]
  - Обмен данными с CAE-системами (на этапе технологической подготовки производства с учетом переориентации волокна при укладке)

Для композиционных материалов ориентация волокна имеет решающее влияние на механические свойства конструкции, поэтому передача на расчет детального описания слоев и ориентации волокон в каждой точке слоя (с учетом технологических особенностей производства и переориентации волокна при укладке) позволяет повысить точность анализа. 
Преимущества, которые дает Fibersim :
- Повышение скорости проектирования и снижение количества ошибок[14]
- Сокращение технологического цикла и трудоемкости изготовления изделий[15]
- Повышение уровня детализации композиционного изделия[16]

- Повышение скорости внесения изменений[17]
- Повышение характеристик готового изделия[18]
- Снижение вариативности характеристик изделий
- Сокращение расхода материала[19]
- Повышение точности оценки массы готового изделия[20]
- Повышение уровня взаимодействия между конструкторскими, технологическими и расчетными подразделениями[21]

## Применение
Fibersim активно используется в авиационной, космической, автомобильной, судостроительной отраслях, а также ветроэнергетике .  
Среди пользователей Fibersim такие компании как Boeing
, Bombardier, Nasa, SpaceX
, BAE Systems, Quickstep и другие.
Среди российских заказчиков – МВЗ им. М.Л. Миля, Компания "АэроКомпозит", Средне-Невский судостроительный завод, ОНПП "Технология", КБ «ОКБ Сухого»
, ОАО “Авиадвигатель” и другие компании.

## См. Также
- Siemens PLM Software
- Vistagy
- МС-21